# Delirio de parasitosis
El delirio de parasitosis, delirio de infestación o parasitosis imaginaria es una afección por la cual los pacientes que la sufren tienen el convencimiento de que su piel está infestada de parásitos, aunque no haya evidencias clínicas para esto. El término fue creado por Karl Ekbom en el año 1938; por lo que también se conoce como síndrome de Ekbom.

## Etiología
Entre las causas demostrables se incluyen el abuso de cocaína, la desintoxicación del alcohol, las enfermedades cerebrales y los traumatismos cerebrales.

## Cuadro clínico
El delirio de parasitosis es una alucinosis orgánica, una perturbación sin perturbación de conciencia con alucinaciones acústicas u ópticas recurrentes, las cuales solo a veces son reconocidas como tales. El término describe la idea delirante de que un ser vivo (normalmente, gusano o insecto) se encuentra bajo la piel y se mueve, lo que conduce a miedo y comezón.
En ocasiones suele ser detectada por especialistas entomólogos o aplicadores de plaguicidas que tras la visita solicitada por el enfermo no consiguen localizar insecto alguno en la vivienda o sobre el cuerpo de la persona. Los enfermos a menudo acuden a estos especialistas con supuestas muestras de los organismos en bolsas o tarros que pueden estar vacíos o contener simples muestras de polvo del domicilio.

## Películas
En la película A Scanner Darkly (2006) se ve el delirio de parasitosis desde la perspectiva del paciente. Por otra parte, la película Oldboy (2003) muestra una variación del delirio de parasitosis bajo la influencia de las drogas, en tanto que en Bug (2006) aparece como consecuencia de un trastorno psicótico fomentado por teorías conspirativas. También aparece en el episodio "El picor" de la serie Mentes Criminales y se puede apreciar a un paciente con tal síndrome en la película Hellraiser 2.